# Xerocomus communis
Xerocomus communis är en taxonomisk kombination inom släktet Xerocomus som skapades 1985 av den franske mykologen Marcel Bon. Den grundar sig ytterst på en "bristfällig" beskrivning gjord av Jean Baptiste François Bulliard 1789 av en sopp som han benämnde Boletus communis. Några mykologer anser att Bulliard avbildar två olika arter i denna beskrivning. Många mykologer är av uppfattningen att det rör sig om samma art som Bulliard beskrev "lite bättre" som Boletus chrysenteron två år senare, 1791, en svamp som idag förs till släktet Xerocomellus som Xerocomellus chrysenteron (rutsopp på svenska). Andra mykologer anser att Xerocomus communis är en giltig art (exempelvis listas den så på MycoBank) och ytterligare andra anser den vara synonym till Hortiboletus engelii. Den har även förts till rödsopp Hortiboletus rufescens.
Det har föreslagits att utse en epityp till X. communis för att få frågan definitivt avgjord.
Svenska Dyntaxa betraktar Xerocomus communis som egen art (dock kan man notera att Hortiboletus engelii inte heller är upplagd, så det kan bero på eftersläpning).
Nedan behandlas Xerocomus communis som egen art (av rent praktiska skäl - artikeln tar ingen ställning i frågan).

## Förekomst
På grund av den taxonomiska röran och sammanblandning med andra arter (som Aureoboletus moravicus) är utbredningen oklar. Taxonet används i Sverige och det finns spridda rapporter, främst från södra Sverige Den är främst funnen i parker (säkra fynd föreligger från Lund, Göteborg och Uppsala). Den bildar ektomykorrhiza med ekar och lindar.

## Kännetecken
Xerocomus communis är väldigt lik rödsopp, Hortiboletus rubellus (båda har röda/orange prickar i fotbasens kött - luppkaraktär!), men skiljer sig främst genom att hatthuden är brunaktig (ockrafärgad, ljusbrun, mörkbrun, olivbrun) ofta med rödbrun kant (hos rödsoppen är hatthuden klart röd hos unga exemplar, medan den hos äldre kan vara brunare så att vissa exemplar blir svårbestämda) och att fotens kött är smutsgult (klargult hos rödsoppen).
Hortiboletus bubalinus har vanligen inga röda prickar i fotbasens kött och hattköttet har en rosa färgton under hatthuden.

## Xerocomellus communis
År 2016 gav en grupp kinesiska mykologer namnet Xerocomellus communis till en av dem nybeskriven art från Kina. Denna kombination är godkänd Med tanke på den förvirring som är behäftad med Xerocomus communis och att många arter, som tidigare placerades i Xerocomus, har förts till just Xerocomellus, var kanske inte namnvalet det bästa.